# Donji Korićani (Republika Serbska)
Donji Korićani (cyr. Доњи Корићани) – wieś w Bośni i Hercegowinie, w Republice Serbskiej, w gminie Kneževo. W 2013 roku liczyła 76 mieszkańców.